# Bertrand de Montfavez

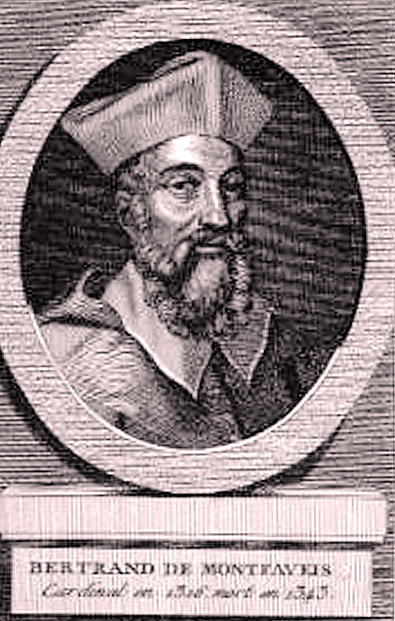
Kardinal Bertrand de Montfavez

Bertrand de Montfavez (* um 1270 in Castelnau-Montratier; † 1. Dezember 1342 in Avignon) war ein französischer Kardinal der Katholischen Kirche.

## Leben
Nachdem er an der Universität Toulouse einen Doktor der Rechte erworben hatte, wurde er Professor der Rechte. Dem Domkapitel von Lyon angehörend und Mitglied des dritten Ordens der Franziskaner, machte sein persönlicher Freund, Papst Johannes XXII., ihn am 17. Dezember 1316 zum Kardinalpriester der Titelkirche Santa Maria in Aquiro. Nach dem Tode Johannes’ XXII. nahm er am Konklave 1334 teil, aus dem Benedikt XII. als Papst hervorging.
Seit 1326 Erzpriester der Lateranbasilika, sandte ihn Papst Benedikt XII., gemeinsam mit Kardinal Pedro Gómez Barroso, als Päpstlichen Legaten zur Beilegung des Krieges zwischen den Königen von Frankreich und England. Doch blieb das Unterfangen, welches von 1337 bis 1340 andauerte, ohne Erfolg.
Kardinal Bertrand de Montfavez starb in Avignon und wurde in der dortigen Kirche Notre-Dame de Bon-Repose  beigesetzt.